# ザナト・ザキヤノフ
ザナト・ザキヤノフ（Zhanat Zhakiyanov、1983年11月4日 - ）は、カザフスタンのプロボクサー。ジャンブール州ブラゴベシチェンカ出身。元WBA世界バンタム級スーパー王者。

## 来歴
2007年8月3日、シムケントでデビュー戦を行い、3-0の判定勝ちを収めた。
2008年10月4日、ラメンスコエのスポーツ・パレスでサヒブ・ウサロフと対戦し、プロ初黒星となる8回0-3（73-80、75-77、74-80）の判定負けを喫した。
2010年12月11日、タシュケントでバヒト・アブドゥラヒモフとABCOコンチネンタルバンタム級王座を行い、3-0の判定勝ちを収め王座獲得に成功した。
2011年5月20日、マルティニーでベンジャミン・ピテルとEBU-EEバンタム級王座決定戦を行い、2回2分20秒TKO勝ちを収め王座獲得に成功した。
2012年1月27日、ペトロパブルのスポーツパレス“ゼニス”でルックディアウ・トー・ブワマーッと対戦し、初回2分0秒KO勝ちを収めABCOコンチネンタル王座初防衛に成功した。
2014年4月26日、シェフィールドのポンズ・フォージ国際スポーツセンターでEBU欧州バンタム級王者カリム・ゲルフィと対戦し、5回2分39秒KO勝ちを収め王座獲得に成功した。
2014年9月10日、ミンスクのムーラン・ルージュ・クラブでガギ・エディシェラシュヴィリとEPBCバンタム級王座決定戦を行い、初回2分29秒KO勝ちを収め王座獲得に成功した。
2015年5月9日、ヴラツァでヘクター・ローランド・グスマンとWBAインターナショナルバンタム級王座決定戦を行い、6回KO勝ちを収め王座獲得に成功した。
2015年6月5日、WBAは最新ランキングを発表し、ザキヤノフをWBA世界バンタム級2位にランクインした。
2015年11月7日、モンテカルロのサル・デゼトワールでWBA世界バンタム級暫定王者のヨンフレス・パレホと対戦し、12回2-1（115-113、112-116、116-113）の判定勝ちを収め王座獲得に成功した。
2017年2月10日、オハイオ州トレドのハンティントン・センターでロバート・イースター・ジュニアVSルイス・クルスの前座で、WBA世界バンタム級スーパー王者のルーシー・ウォーレンと王座統一戦を行い、12回2-1（115-111、116-110、111-115）の判定勝ちを収め王座統一に成功、ザキヤノフが1年3ヵ月保持していた暫定王座はスーパー王座を吸収する形で消滅した（記録上は暫定王座の初防衛）。この試合でザキヤノフは3万ドル(約340万円)、ウォーレンは15万ドル(約1700万円)のファイトマネーを稼いだ。3月17日、WBAはウォーレン戦の勝利を評価しWBAの2017年2月度の月間優秀選手賞に選出した。
2017年10月21日、ベルファストのSSEアリーナでIBF世界バンタム級王者のライアン・バーネットと王座統一戦を行い、12回0-3（110-118、109-119、112-116）の判定負けを喫し王座統一に失敗、WBA王座の2度目の防衛に失敗し王座をバーネットに明け渡すと共にIBF王座の獲得に失敗した。

## 獲得タイトル
- ABCOコンチネンタルバンタム級王座
- EBU-EEバンタム級王座
- EBU欧州バンタム級王座
- EPBCバンタム級王座
- WBAインターナショナルバンタム級王座
- WBA世界バンタム級暫定王座（防衛1=スーパー王座に認定）
- WBA世界バンタム級スーパー王座（防衛0）
- IBO世界バンタム級王座